# Загражденско македонско благотворително братство
Загражденското македонско благотворително културно-просветно братство „Димитър Михайлов“ е организация на бежанците от областта Македония, установили се в никополското село Загражден.

## История
На 18 юни 1932 година в Мъгура, Никополско, на събрание от 32 души се основава братството. За патронен празник е избран Свети Дух. В управителния съвет влизат Славчо Маджаров (председател), Александър Димков (подпредседател), Атанас Николов Попов (секретар), Трайко Димитров (касиер) и съветници са Сотир Джоков, Александър Калев и Милан Ников. В контролната комисия влизат Атанас Динев (председател), Георги Малчев (секретар) и Милан Младенов (член). На 17 януари 1936 година е избрано ново ръководство в състав: Иван Начев Трифонов (председател), Яким Георгиев Върлаков (подпредседател), Ангел Георгиев Гюров (секретар), Петър Георгиев Ангелов (касиер) и членове Георги Малчев Ризов, Стоян Христов Попов, Милан Младенов, Атанас Дим. Табаков, надежда Тренева, Алекс. Динков Ангелов и Алекс. Кралев Валков.